# Davide Callà
Davide Callà (* 6. Oktober 1984 in Winterthur) ist ein ehemaliger schweizerisch-italienischer Fussballspieler und heutiger Trainer. Der offensive Mittelfeldspieler stand während seiner Karriere bei verschiedenen Schweizer Vereinen wie dem FC St. Gallen, dem FC Basel und zuletzt dem FC Winterthur unter Vertrag. Am 18. Mai 2021 gab er seinen Rücktritt als Fussballspieler bekannt. Heute ist er Assistenztrainer der Schweizer Nationalmannschaft.

## Vereinskarriere

### Jugendfussball
Callà wuchs in Winterthur-Seen auf und begann seine Fussballkarriere als Junior beim Winterthurer Quartierverein FC Tössfeld. Sein Talent wurde früh erkannt, und er wurde bei allen drei grossen Klubs des Kantons Zürich ausgebildet, zuerst beim FC Zürich, dann beim Grasshopper Club Zürich und schliesslich beim FC Winterthur.

### Frauenfeld, Wil
Den Sprung zum Professionellen Fussball schaffte Callà, nachdem er sich zwischenzeitlich dem FC Frauenfeld angeschlossen hatte, beim damaligen Super-League-Verein FC Wil, wo er 2004 mit dem sensationellen Cupsieg gegen seinen einstigen Jugendklub, den Grasshopper Club Zürich, mit 19 Jahren seinen ersten grossen Erfolg feierte.

### Servette, St. Gallen, Grasshoppers
Nach dem Abstieg des FC Wil in die Challenge League im selben Jahr stand Callà beim damaligen Super-League-Verein Servette FC unter Vertrag, der aber ein halbes Jahr später in Konkurs ging. Deshalb wechselte er in der Winterpause der Spielzeit 2004/05 zum FC St. Gallen. Ein Einschnitt in seiner Karriere war der Kreuzbandriss im Jahre 2007. Seither hatte Callà mit wiederkehrenden Verletzungen zu kämpfen. 2008 schloss er sich erneut dem Grasshopper Club Zürich an.

### Aarau
Nachdem man aufgrund von Verletzungen bei den Grasshoppers nicht mehr auf ihn gesetzt hatte, wechselte er 2012 zum FC Aarau, wo er rasch zum Schlüsselspieler reifte. In der Saison 2012/13 war er mit seinen sechzehn erzielten Treffern massgeblich am Aufstieg des FC Aarau von der Challenge League in die Super League beteiligt.

### Basel
Am 11. Februar 2014 wurde bekannt, dass die beiden Vereine FC Basel und FC Aarau übereingekommen waren, die Spieler Callà und Stephan Andrist per sofort zu tauschen. Es wurde kolportiert, dass der FC Basel für diesen Handel dem FC Aarau zusätzlich 500'000 Schweizer Franken bezahlt habe. Sein Debüt für den FC Basel gab Callà am 15. Februar 2014 im St. Jakob-Park beim 1:0-Heimsieg gegen den FC Sion.
Für Callà und den FCB war die Spielzeit 2014/15 sehr erfolgreich. Das Team beendete die Fussballmeisterschaft 2014/15 zum 18. Mal als Meister mit 12 Punkten Vorsprung auf den Zweitplatzierten BSC Young Boys und 25 Punkten Vorsprung auf den Drittplatzierten FC Zürich. Basel stand im Final des Schweizer Cups, der aber gegen den FC Sion 0:3 verloren ging. In der Champions-League-Saison 2014/15 avancierte Basel bis in die Achtelfinals. Während der Spielzeit 2014/15 bestritt der FC Basel insgesamt 65 Partien (36 Meisterschaft, 6 Cup, 8 Champions League und 15 Testspiele). Unter dem neuen Trainer Paulo Sousa hatte Callà insgesamt 49 Einsätze, davon 23 in der Super League, 6 im Cup, 5 in der Champions League sowie 15 in allen Testspielen. Er schoss dabei 8 Tore, 7 davon in der Super League.
Unter Trainer Urs Fischer gewann Callà am Ende der Meisterschaft 2015/16 und der Meisterschaft 2016/17 den Meistertitel mit dem FCB. Für den Club war es der 8. Titel in Serie und insgesamt der 20. Titel in der Vereinsgeschichte. Er gewann auch den Schweizer Cup am 25. Mai 2017 mit 3:0 gegen Sion und somit das Double. In der Saison 2017/18 kam Callà nur zu wenigen Kurzeinsätzen und wurde zur Winterpause vom Trainer Raphael Wicky aussortiert.

### Winterthur
Zur Saison 2018/19 wechselte er zum FC Winterthur in die Challenge League, wo er während drei Saisons als Stammspieler und Captain einer der Teamstützen war.
Am 18. Mai 2021 gab Davide Callà seinen Rücktritt als Fussballprofi und seinen Neustart im Trainerstab des FC Winterthur bekannt. Sein letztes Spiel mit dem FC Winterthur bestritt er am 20. Mai 2021 gegen den FC Schaffhausen, das 1:2 verloren ging.

### Nationalmannschaft
Callà spielte 22 Länderspiele für die Schweizer U-21-Nationalmannschaft.

## Trainerkarriere
In der Saison 2021/2022 wirkte er als Assistenztrainer und Talentmanager beim FC Winterthur. Zuerst an der Seite von Ralf Loose, nach dessen Entlassung im Dezember 2021 führte er zusammen mit Dario Zuffi die 1. Mannschaft während zweier Spiele ad interim. Von Januar bis zum Aufstieg in die Super League im Mai 2022 wirkte er wieder als Assistenztrainer an der Seite von Alexander Frei. 2023 folgte er Alexander Frei als Assistent zum FC Basel und war auch unter Fabio Celestini in der Saison 23/24 Co-Trainer. Seit dem 1. Juni 2025 ist er Assistent von Murat Yakin bei der Schweizer A-Nationalmannschaft.

## Erfolge
FC Wil
- Schweizer Cupsieger: 2003/04

Aarau
- Challenge-League-Meister: 2012/13

FC Basel
- Schweizer Meister: 2013/14, 2014/15, 2015/16, 2016/17
- Schweizer Cupsieger: 2016/17
- Schweizer Cupfinalist: 2013/14, 2014/15